# گون‌گورن (آرهاوی)
گون‌گورن (به ترکی استانبولی: Güngören، به ارمنی: Կապիստրա) یک منطقهٔ مسکونی در ترکیه است که در آرهاوی واقع شده‌است. گون‌گورن ۱۷۵ نفر جمعیت دارد.